# Hermann Josef Kugler
Hermann Josef Kugler OPraem (* 11. September 1966 in Lauingen an der Donau) ist ein römisch-katholischer Ordensgeistlicher. Er war bis 2023 Abt der Prämonstratenserklöster Windberg und Roggenburg.

## Leben
Hermann Josef Kugler trat nach seinem Abitur 1985 als Novize in das Kloster Windberg der Prämonstratenser-Chorherren ein. Er studierte Theologie an der KU Eichstätt und der Universität Augsburg. 1988 zog er ins Kloster Roggenburg, offiziell Priorat der Abtei Windberg, und legte 1989 die ewige Profess ab. 1992 empfing er in Windberg die Priesterweihe durch František Lobkowicz OPraem, Weihbischof in Prag. Er war zunächst Benefiziumsvikar, ab 1996 Pfarradministrator in Weißenhorn. 1998 wurde er Dekan von Neu-Ulm, ab 2003 Regionaldekan der Region Neu-Ulm.
Am 9. November 2003 wurde er zum 47. Abt der Prämonstratenserabtei Windberg gewählt. Er trat die Nachfolge von Thomas Handgrätinger an, der zum Generalabt des Prämonstratenser-Ordens in Rom gewählt wurde. Die Benediktion spendete ihm am 17. Januar 2004 Gerhard Ludwig Müller, Bischof von Regensburg. Sein Wahlspruch ist „Cum Caritate Servire“. 2013 wurde er im Amt bestätigt.
2006 wurde er zum Administrator des Klosters Speinshart bestellt.
Hermann-Josef Kugler OPraem wurde am 14. Juni 2010 auf der Mitgliederversammlung in Vallendar zum Vorsitzenden der Deutschen Ordensobernkonferenz (DOK), der offiziellen Vertretung aller römisch-katholischen Ordensgemeinschaften in Deutschland, gewählt. In dieser Aufgabe ist er Mitglied des Aufsichtsrates der Liga Bank.
2009 wurde er von Kardinal-Großmeister John Patrick Foley zum Großoffizier des Ritterordens vom Heiligen Grab zu Jerusalem ernannt und am 16. September 2009 durch Reinhard Marx, Großprior des Ordens, investiert. Von 2011 bis 2019 war Kugler Prior der bayerischen Ordensprovinz des Ritterordens vom Heiligen Grab zu Jerusalem. 2015 wurde er erstes Ehrenmitglied der Akademische Verbindung Suebo-Danubia Ulm im CV.
Kugler gilt als Experte für Leben und Werk des Heiligen Hermann Joseph von Steinfeld und des Bischofs Anselm von Havelberg.

## Veröffentlichungen
- Herman Josef von Steinfeld (um 1160–1241) im Kontext christlicher Mystik. EOS-Verlag, 1992, ISBN 3-88096-651-6.
- Über allem die Liebe. Sankt Ulrich Verlag, 2008, ISBN 978-3-86744-060-8.
- Gemeinsam auf dem Weg zu Gott. Verlag Herder, 2010, ISBN 978-3-451-30460-6.